# Forever (píseň, Haim)
"Forever" je debutový singl americké indie rockové skupiny Haim z jejich debutového alba nazvaného Days Are Gone. Poprvé tento singl vyšel v Británii 12. října 2012. V britském žebříčku UK Singles Chart se skladba umístila na 75. místě.

## Hudební videoklip
Hudební videoklip doprovázející vydání singlu "Forever" byl poprvé zveřejněn 7. června 2012 na oficiálním kanálu skupiny na YouTube. Je dlouhé 4 minuty a 6 sekund.

## Seznam skladeb
1. Better Off – 3:37
2. Falling – 4:06
3. Go Slow – 4:16
4. Forever – 4:00 (Dan Lissvik Remix)

## Hitparáda
6. ledna 2013 píseň zahajovala své působení v UK Singles Chart na 86. místě.
| Hitparáda (2013)                         | Nejvyšší pozice |
| ---------------------------------------- | --------------- |
| UK Singles (The Official Charts Company) | 75              |

## Historie vydání
| Region             | Datum          | Formát            | Vydavatelství   |
| ------------------ | -------------- | ----------------- | --------------- |
| Spojené království | 12. říjen 2012 | Digitální stažení | Polydor Records |